# IPhone XR
iPhone XR (stylizováno jako iPhone Xʀ, kde římská číslice „X“ znamená „deset“) je smartphone navržený a vyvinutý americkou společností Apple. Je součástí dvanácté generace zařízení iPhone, spolu s iPhonem XS a XS Max, přičemž nahradil iPhone X, iPhone 8 a 8 Plus. iPhone XR obsahuje stejný procesor jako iPhone XS a XS Max, čipset Apple A12 Bionic, postavený 7 nanometrovým procesem. Namísto OLED obrazovky na XS má XR 6,1palcový Liquid Retina LCD displej a vydrží s baterií až o jeden a půl hodiny déle než iPhone 8 Plus.
Tento model byl ohlášen Philem Schillerem v konferenční místnosti Steve Jobs Theater v Apple Parku dne 12. září 2018. Předobjednávky byly spuštěny 19. října 2018, přičemž do prodeje se iPhone XR dostal 26. října 2018. 14. září 2021 byl iPhone XR, spolu s iPhonem 12 Pro a 12 Pro Max stažen z prodeje, kdy jej nahradil iPhone 13 a iPhone 13 Pro a Pro Max.

## Specifikace

### Hardware
iPhone XR obsahuje 64bitový šestijádrový Apple A12 Bionic s Neural Enginem druhé generace. Telefon má tři konfigurace vnitřního úložiště – 64, 128 a 256 GB a pokaždé má 3 GB LPDDR4X operační paměti. XR má certifikaci pro odolnost vůči prachu a vodě IP67 – může být ponořen do jednoho metru po dobu 30 minut.

#### Displej
iPhone XR má LCD Liquid Retina displej místo OLED obrazovky použité u iPhonu X, XS a XS Max. Displej XR má rozlišení 1792 × 828 pixelů s hustotou pixelů 326 PPI ve srovnání s 458 PPI na jiných iPhonech série X. Má však 120 Hz Touch Sample Rate, stejně jako XS a XS Max. Poměr obrazovky k tělu u iPhonu XR je 79,24 %, což je více než 67,5 % u iPhonu 8 Plus, ale stále nižší než u většiny ostatních telefonů v dané cenové kategorii.

#### Baterie
iPhone XR má kapacitu baterie 2 942 mAh, což je více oproti iPhonu X, který má kapacitu 2 716 mAh, i když je iPhone XR nižší cenové kategorie v rámci iPhonů.

#### Fotoaparát
Na rozdíl od většiny ostatních telefonů v řadě X se XR dodává s jediným fotoaparátem na zadní straně telefonu – 12megapixelový širokoúhlý fotoaparát s clonou ƒ/1,8. Přední kamera je TrueDepth 7Mpix kamera s clonou ƒ/2,2. Zadní kamera dokáže nahrát 4K video při 24, 32 a 60 snímcích za sekundu a 1080p video při 30, 60, 120 a 240 fps.
Na rozdíl od XS nemá optický zoom právě kvůli jedinému fotoaparátu. Navzdory nastavení zadního jediného fotoaparátu je pro iPhone XR zahrnuta upravená verze režimu Portrét, která funguje beze změny při použití předního fotoaparátu TrueDepth, ale se zadním fotoaparátem vypočítává hloubku ostrosti pomocí kombinace zaostřovacích pixelů na obrazovém snímači a umělé inteligence, což má za následek méně údajů o hloubce rozlišení a objektů, které nejsou dostatečně blízko kvůli použití širokoúhlého objektivu místo chybějícího teleobjektivu.

### Software
iPhone XR byl dodáván s operačním systémem iOS 12. Později dostal podporu pro iOS 13, iOS 14, iOS 15 i iOS 16.

## Design
Horní část obrazovky si zachovává výřez, „notch“, kde se nachází kamerový systém TrueDepth a reproduktor telefonu, podobně jako u jeho předchůdce, iPhonu X. Na zadní straně se nachází jediná, mírně vystouplá, kamera.
Při prodeji byl iPhone XR dostupný v šesti barevných provedeních – černé, bílé, modré, žluté, korálově červené a červené, jako součást značky Product Red, barvě.
| Barva | Název                 |
| ----- | --------------------- |
|       | Bílá                  |
|       | Černá                 |
|       | Modrá                 |
|       | Žlutá                 |
|       | Korálově červená      |
|       | Červená (Product Red) |

## Kontroverze

### Napájecí adaptéry a Earpody
Apple z důvodu ochrany životního prostředí od začátku října 2020 odstranil EarPody a nabíječky ze všech nových balení iPhonů včetně iPhone XR.